# Robert Goodwill
Robert Goodwill (ur. 31 grudnia 1956 w North Yorkshire) – brytyjski polityk, w latach 1999–2004 deputowany do Parlamentu Europejskiego, od 2005 do 2024 poseł do Izby Gmin.

## Życiorys
Kształcił się na Newcastle University. Pracował w liczącym około 250 akrów rodzinnym gospodarstwie rolnym.
W 1992 i 1997 bez powodzenia startował do Izby Gmin. W 1999 z listy Partii Konserwatywnej został wybrany do Parlamentu Europejskiego. Zasiadał w grupie chadeckiej, pracował w Komisji Ochrony Środowiska, Zdrowia i Ochrony Konsumentów oraz w Komisji Praw Kobiet i Równouprawnienia. Z PE odszedł w 2004.
W 2005 z ramienia torysów uzyskał mandat deputowanego do Izby Gmin w okręgu wyborczym Scarborough i Whitby. Był m.in. whipem opozycji i ministrem transportu w gabinecie cieni. W wyborach w 2010, 2015, 2017 i 2019 uzyskiwał reelekcję.
Od października 2013 był parlamentarnym podsekretarzem stanu w departamencie transportu, w grudniu 2015 został ministrem stanu ds. transportu, w lipcu 2016 ministrem stanu ds. imigracji, a w czerwcu 2017 ministrem stanu w departamencie edukacji. Funkcję tę pełnił do stycznia 2018. Do administracji rządowej powrócił w marcu 2019 jako minister stanu w departamencie środowiska, żywności i obszarów wiejskich, stanowisko to zajmował do lipca tegoż roku. Nie kandydował w wyborach parlamentarnych w 2024.